# VidaXL

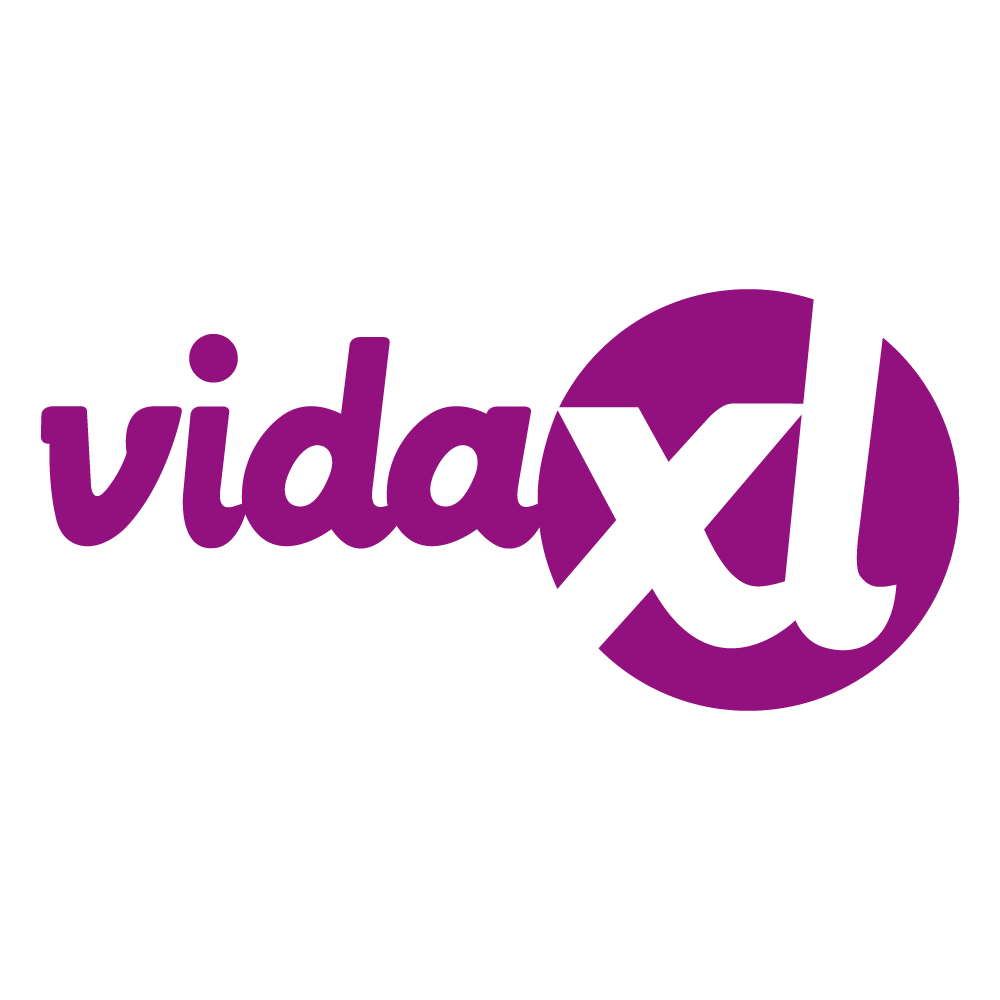
Logo

vidaXL ist ein Onlineshop aus den Niederlanden, der in 29 europäischen Ländern sowie Australien und den USA vertreten ist. Das Unternehmen hat 2016 einen Umsatz von ca. 175 Millionen Euro erzielt. Der Hauptsitz des Unternehmens befindet sich in Venlo (Niederlande). Das Unternehmen beschäftigte Anfang 2020 laut eigenen Angaben ca. 1400 Mitarbeiter.

## Geschichte
2006 begannen die Niederländer Gerjan den Hartog und Wouter Bakker damit, Produkte aus China einzukaufen, um diese dann bei eBay zu verkaufen. Das Warenangebot wuchs schnell und man entschloss sich 2008 einen eigenen Onlineshop unter dem Namen „Koopgooedkoop.nl“ zu eröffnen, der deutsche Ableger hieß „Direktzugreifen.de“.
Im Jahr 2009 wurde das erste Büro in Utrecht eröffnet. 2012 folgte das Büro und Distributionszentrum in Venray, im gleichen Jahr wurde ein Büro in Shanghai eröffnet. 2013 wurden die ersten Produkte der Eigenmarke „vidaXL“ verkauft. Der vidaXL-Onlineshop expandierte 2014 in acht europäischen Ländern sowie Australien. 2016 feierte das Unternehmen sein 10-jähriges Jubiläum und expandierte in die USA, der Jahresumsatz belief sich auf ca. 175 Millionen Euro. Außerdem liefen 2017 die ersten vidaXL-Werbespots im niederländischen Fernsehen und der Onlineshop wurde zum Marktplatz erweitert, dort können nun auch externe Anbieter ihre Ware gegen Kommission vertreiben.
Im Dezember 2017 ist das Unternehmen in seinen neuen Hauptsitz in Venlo gezogen, dem angeschlossen ist ein Distributionszentrum mit 100.000 m² Lagerfläche, es ist das größte E-Commerce Distributionszentrum der Niederlande. Dort sollen bis zu 60.000 Bestellungen pro Tag bearbeitet werden können.
Das Unternehmen kooperiert weltweit mit über 500 Herstellern und bietet in seinen 29 Onlineshops über 8.500 Produkte der Eigenmarke „vidaXL“ an. Es gehen bis zu 100.000 Bestellungen pro Woche ein und das Unternehmen hat 3,5 Millionen Kunden pro Jahr. Die Distributionszentren haben eine Größe von insgesamt 60.000 m². Etwa 70 % des Umsatzes macht das Unternehmen außerhalb der Niederlande, wobei Deutschland der größte Absatzmarkt ist. Der Umsatz des Unternehmens wächst nach eigenen Angaben jährlich zwischen 40 % und 50 % (Stand 2017).

## Kritik
In der WDR-Sendung „Markt“ vom 3. Mai 2017 wurde eine Sitzgruppe aus Teakholz von vidaXL getestet. Dabei kam heraus, dass das angebotene Produkt nicht aus Teak, sondern aus Akazienholz besteht und dazu war der Tisch, laut mitgelieferter Bauanleitung, durch die Probanden unmöglich zusammen zu bauen. Das Unternehmen nahm daraufhin das Produkt aus dem Programm.